# Вельш-корги
Вельш-ко́рги — породы пастушьих собак, происходящие из Уэльса. К уэльским корги относятся:
- Вельш-корги-кардиган (англ. Welsh Corgi Cardigan) — порода, появившаяся на изолированной территории Кардиганшира. Согласно наиболее популярной версии, предки вельш-корги-кардиганов были завезены кельтами при освоении территории Британских островов в конце бронзового века. Первое упоминание породы в письменных источниках датируется X веком.
- Вельш-корги-пемброк (англ. Welsh Corgi Pembroke) — порода, выведенная в Пембрукшире, предположительно, из собак фламандского происхождения и ведущая свою историю с XIII века.

## Этимология
Происхождение слова «корги» достоверно неизвестно. Существуют две теории на этот счёт. По основной версии, слово «corgi» образовано от валлийского cor gi ([kɔrɡi]) cor, «карлик» и ci ([kiː]), «собака». Другие источники, однако, объясняют происхождение «corgi» изменённым словом cur («смотреть, сторожить») и ci («собака»).

## Происхождение
Зародилась порода в Уэльсе, где она стала одной из первых пастушьих собак. Вельш-корги получили распространение в XX веке. Основой для выведения породы, вероятно, послужили шведский вальхунд (вестготашпиц) или исландская собака.
По одной из легенд, объясняющих появление этих собак, щенков людям подарили феи, у которых порода использовалась в качестве ездовых. Этим сторонники версии объясняют отметину в виде седла на спине у вельш-корги пемброк.
Согласно другой валлийской легенде, двух щенков, сидящих на поваленном дереве в лесу, нашли крестьянские дети и принесли домой.
Вельш-корги относятся к семейству овчарок, хотя и довольно миниатюрных. Невысокий рост позволяет им ловко уворачиваться от копыт и рогов при пастушьей работе.
Хотя собаки оказались довольно привлекательными с точки зрения заводчиков, они долго оставались неизвестными широкому кругу. Лишь в 1892 году корги впервые стали участниками выставки, где их заметили. Потом порода стремительно развивалась и быстро получила распространение по всему миру.
Наибольшую известность собаки получили потому, что в 1933 году герцог Йоркский (будущий король Великобритании Георг VI) подарил щенков вельш-корги своим дочерям Элизабет (впоследствии — Елизавета II) и Маргарет.

## Внешний вид собаки
Вельш-корги — это небольшая собака ростом около 30 см и массой тела до 14 килограммов. Существуют два основных вида вельш-корги — пемброк и кардиган, которые довольно серьёзно различаются между собой. Так, например, пемброк немного меньше, также у этих видов разная форма головы и строение передних конечностей.

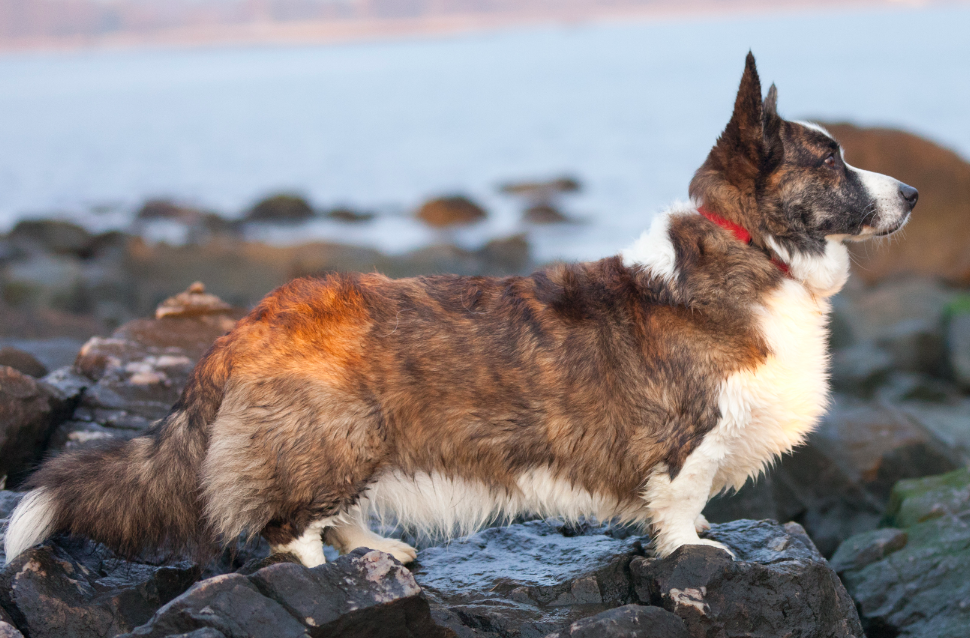
Вельш-корги-кардиган тигрового окраса

У кардигана лапы чуть длиннее, их отличает специфический постав передних конечностей, повторяющий форму грудной клетки, что делает их более маневренными в работе со скотом. Широкогрудые, с головой благородных очертаний и прямой, прочной спиной. Они олицетворяют силу и благородство, мощь и работоспособность.

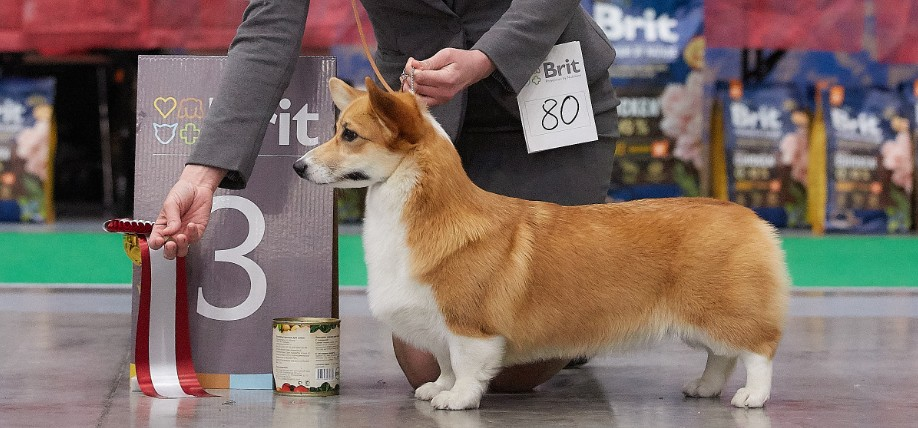
Вельш-корги-пемброк на выставке «Corgi Symphony 2019»

У пемброков рыже-белого окраса яркая, золотого окраса шерсть, белые отметины на морде, груди и лапах. Также пемброки бывают окраса чёрный триколор. Морда больше похожа на лисью. Из-за контрастной обводки пасти многим кажется, что пемброки «улыбаются». Глаза карие. Красивый крепкий корпус, крепкие короткие лапы с хорошо выраженными углами.
Считается, что пемброки отличаются от кардиганов отсутствием хвоста, однако это ошибка. Пемброки не всегда рождаются куцехвостыми, иногда хвосты купируют. С конца 1980-х годов, когда некоторые страны ввели запреты на купирование, всё больше появляется хвостатых пемброков, что делает их более похожими на лис. (Естественно, что перестав купировать хвосты, многие заводчики обнаружили большое разнообразие пемброков по качеству хвостов, потому что раньше это никак не отслеживалось).
Подшёрсток у них короткий, стойкий к намоканию, шерсть примерно такой же длины, как у овчарки, на ощупь шелковистая и имеет великолепный блеск. Окрас таких собак может быть рыже-белым, трёхцветным (чёрный, белый плюс рыжевато-коричневый), чёрным (редко), оленьим; у кардиганов распространён тигровый окрас. На цвет их шерсти есть строго установленные правила.
В последние годы[когда?]

 из-за роста популярности породы увеличилось количество коммерческих вязок и недобросовестных заводчиков, что привело к снижению качества поголовья. Также наблюдается тенденция к увеличению размера и веса, особенно среди кобелей. У таких собак из-за увеличения массивности грудной клетки и головы при неизменно коротких лапах снижается подвижность, ухудшается продуктивность движений, снижаются рабочие качества, а также могут возникать проблемы со здоровьем.

## Характер и поведение
Корги — преданные, трепетно любят семью своего хозяина. Они лояльно относятся ко всем людям и другим животным, легко уживаются с кошками. Очень тепло относятся к детям, особенно маленьким, следят за ними и оберегают. Спокойно переносят жизнь в городе. К климату приспосабливаются без особого труда, но из-за очень густого подшёрстка лучше чувствуют себя в холодную погоду, чем в жару.
Это очень весёлая и подвижная собака. Корги очень любят играть и требуют продолжения, если хозяин решил закончить игру. Со всеми домочадцами они поддерживают прекрасные отношения, не показывая явно своего предпочтения. При этом с теми, кто не желает их принять, «держат дистанцию».
Они точно знают, когда можно подойти и приласкаться, когда лучше не попадаться на глаза, когда можно покапризничать, а когда от них требуется полная отдача.
Вельш-корги пемброк и кардиган похожи по характеру, но есть и различия. Например, и кардиган, и пемброк дружелюбные добродушные собаки, привязанные к своему хозяину, уравновешенные, очень обаятельные, превосходные компаньоны, также обладающие чувством такта и даже чувством юмора (что отмечено в стандарте породы). Но, в отличие от пемброка, кардиган спокойнее, рассудительнее и осторожнее, а пемброк более возбудимый, живой и чуткий.
По обучаемости эта порода может уступить разве что бордер-колли. Запоминание команды со второго-третьего раза — не редкость, а норма. Легко и с интересом пемброки обучаются цирковым номерам, участвуют в аджилити, флайболе и других соревнованиях. Впрочем, изучение привычек хозяев и использование полученных знаний в своих собачьих интересах тоже не редкость. При этом шкодливость и злопамятность, как правило, отсутствуют у этой породы в принципе.
Вельш-корги склонны к перееданию, поэтому за их питанием нужно следить постоянно, в противном случае корги быстро наберет лишний вес.
Большинство вельш-корги не склонны лаять по любому поводу: чаще всего они подают голос, увидев кого-то знакомого, а также встречая вернувшегося хозяина или гостей. Кроме того, некоторые представители породы исполняют «коржиные песни» — это забавный вой с переливами, который исполняется однократно исключительно в приветственном порыве. Но, учитывая лёгкую обучаемость собаки, при желании можно отдрессировать и эти манеры. Любая излишняя шумность вельш-корги — это аномалия, свидетельствующая, как правило, о каких-либо отклонениях в воспитании в раннем детстве.
Вельш-корги не относятся к породам собак повышенной опасности (в отличие от большинства овчарок). Кроме этого, корги могут быть служебными собаками. Так, в Нижнем Новгороде около 10 лет служил полицейским вельш-корги-пемброк по кличке Рыжий.

## Корги Елизаветы II

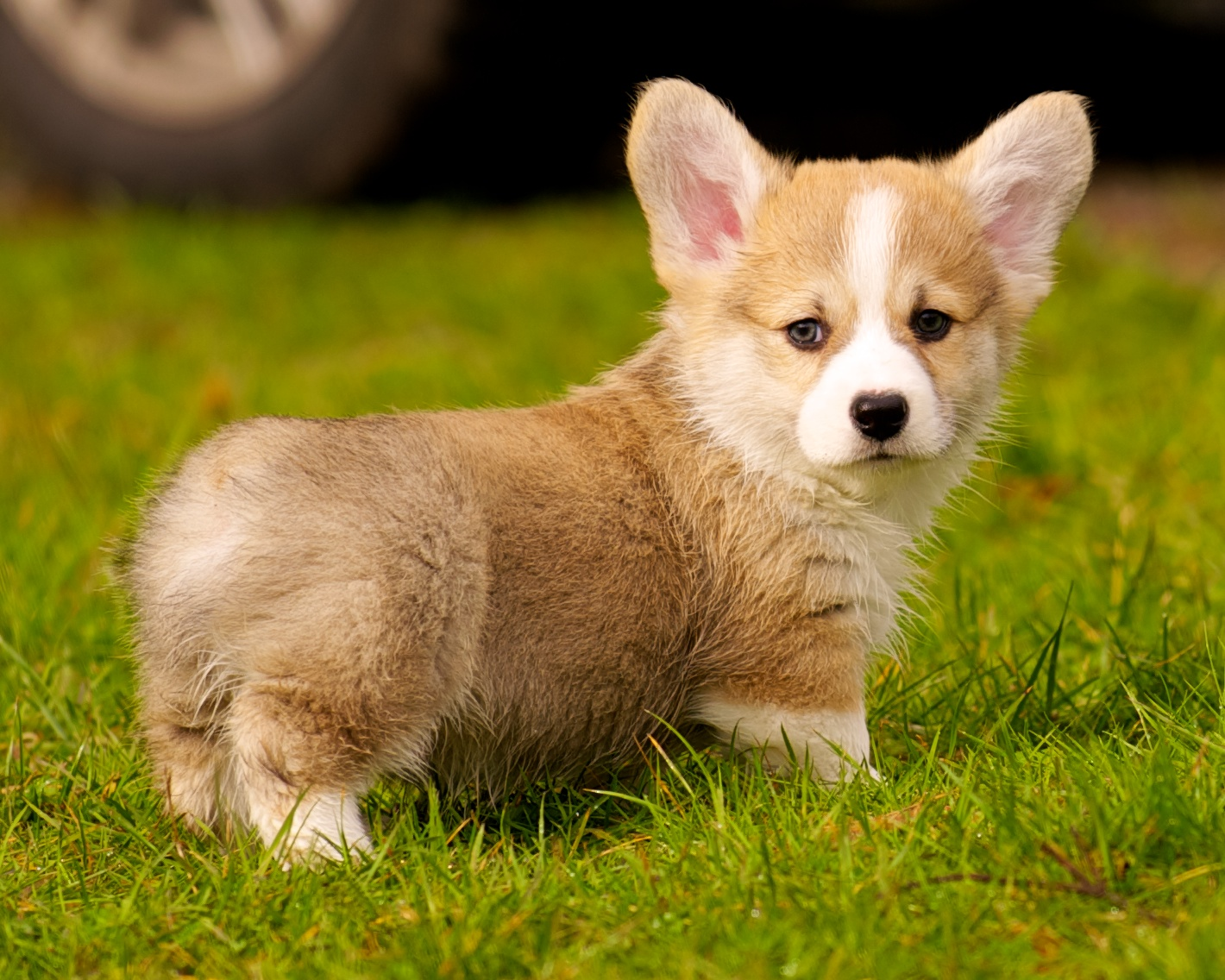
Щенок вельш-корги пемброка рыже-белого окраса

Первого корги, появившегося в британской королевской семье в 1933 году, звали «Розавел Золотой Орел» (Rozavel Golden Eagle), коротко «Дуки» (The Dookie). Будущий король Георг VI купил собаку для своих дочерей — Элизабет и Маргарет. Герцог Йоркский выбрал именно корги из-за длины его хвоста, а точнее по той причине, что крайне важно видеть, доволен ли пёс, а это возможно только в том случае, если хвост у собаки определённой длины. Принцессе Елизавете на тот момент было 7 лет.
С того дня при королевском дворе жили 14 поколений корги. Также члены британской королевской семьи патронируют Crufts, кинологическое мероприятие, проводимое ежегодно. Род начался от собаки породы вельш-корги-пемброк по кличке Сьюзан, которую родители подарили Елизавете на совершеннолетие. Сьюзан, в свою очередь, была потомком Дуки. Всего у Елизаветы II было больше 30 собак породы корги. Кроме того, от принадлежащих Елизавете II корги по кличке Тайни и таксы Пипкин принцессы Маргарет появился новый гибрид — дорги.
В 2012 году три собаки Её Величества (Монти, Уиллоу и Холли) снялись вместе с хозяйкой и актёром Дэниэлом Крейгом в коротком ролике о приключениях Джеймса Бонда. Ролик был приурочен к Олимпийским играм в Лондоне.